# Cyclisme en France

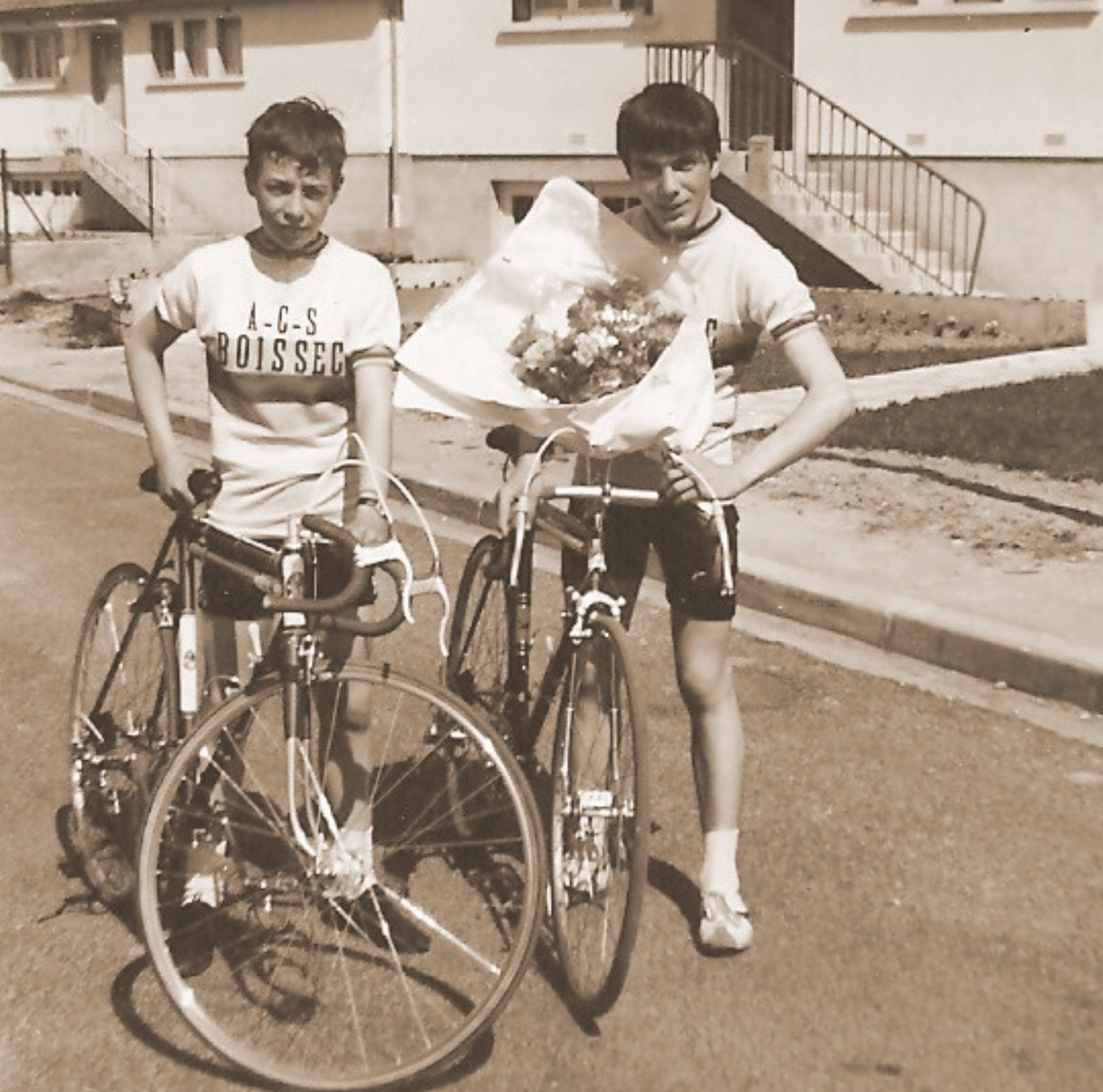
1969 victoire de Alain Garnier en minime FFC.

Le cyclisme est l'un des sports parmi les plus anciens et les plus populaires en France.
Sa pratique institutionnelle est principalement dirigée par la Fédération française de cyclisme (FFC), qui organise les compétitions sportives officielles ainsi qu'un nombre important d'épreuves cyclosportives, et la Fédération française de cyclotourisme (FFCT), qui organise toutes les randonnées de courtes et longues distances y compris les grandes concentrations. Des sections de cyclisme dans d'autres fédérations omnisports : UFOLEP, FSGT, etc.

## Histoire

### XIXesiècle: la pratique bourgeoise du vélo
Le sociologue Philippe Gaboriau distingue trois âges du vélo en France. Le premier d'entre eux couvre le XIXe siècle. Durant cette période, le vélo est inaccessible aux classes populaires du fait de son prix élevé et la pratique cycliste est le fait de la « classe de loisir », aristocratique puis bourgeoise. Le vélo connaît trois modes durant ce siècle : « deux modes excentriques : sous la Restauration (1818-1820) et le Second Empire (1861-1870) et une mode remarquée : sous la Troisième République (1889-1903). ».

#### 1818-1820: arrivée et première mode du vélocipède en France
Le cyclisme apparaît en France en 1818 avec le dépôt par le baron Karl Drais du brevet du « vélocipède », également appelé couramment « draisienne ». L'agent de Drais à Paris, nommé Garcin, en fait une première démonstration publique le 5 avril 1818 dans les jardins du Luxembourg, devant 3 500 personnes. Il crée ensuite une école et une location de vélocipède à côté du parc Monceau. Le vélocipède est l'objet d'une mode éphémère à Paris, ainsi qu'à Londres, dans les milieux aristocratiques et dandys, qui en font un usage ludique. Comme le vélocifère et le célérifère, voitures à chevaux apparus en 1803 et 1817, le vélocipède ne parvient pas à concurrencer la diligence. Objet excentrique et extravagant, il est moqué et ridiculisé, comme dans le vaudeville de 1818 Les Vélocipèdes, ou la poste aux chevaux. Dès 1820, il n'a plus d'existence sociale en France, cependant qu'il est encore utilisé quelques années en Angleterre (sous le nom de hobby horse).

#### 1861-1870: naissance de la « vélocipédie »
En 1861, le carrossier et charron parisien Pierre Michaux et son fils Ernest inventent la pédale, qu'ils fixent sur l'axe de la roue avant. La « jeunesse dorée de Paris » adopte le nouveau vélocipède à pédales et « déclenche [une] mode urbaine et distinguée […], proche de l'étalage de luxe et de la recherche de plaisir chers à l'époque impériale ». Le vélocipède connaît également un grand succès lors de l'Exposition universelle de 1867 à Paris, où il conquiert un public international.
Bien que, le 5 avril 1818, Karl Drais, pour lancer la commercialisation en France de sa draisienne, ait organisé une démonstration sous forme de « course improvisée » dans le jardin du Luxembourg, les historiens s'accordent pour considérer que la première course cycliste au monde a lieu le 8 décembre 1867 de l'avenue des Champs-Élysées jusqu'au château de Versailles,,,,.
Les années 1868-1869 voient la naissance d'un ensemble d'activités liées à la pratique du vélocipède, la « vélocipèdie » : les premiers clubs, courses et journaux spécialisés (le bimensuel Le Vélocipède, auquel succède Le Vélocipède illustré) sont créés. Une industrie se développe, à l'image de Michaux et Compagnie, lancé en mai 1868 par Pierre Michaux et les frères Olivier, et qui devient La Compagnie parisienne des vélocipèdes après le rachat des parts de Michaux,.
La Compagnie parisienne organise le 31 mai 1868 la première course cycliste, dans le parc de Saint-Cloud, remportée par le jeune britannique James Moore. Ce dernier gagne l'année suivante la première course d'endurance de ville à ville disputée entre Paris et Rouen le 7 novembre 1869,,. Une vingtaine de compétitions féminines ont lieu en France entre 1868 et 1870, dont la première à Bordeaux. Au total, en France, des compétitions sont organisées dans plus de 150 villes au cours de la saison 1869-1870, et l'on dénombre 200 « Véloce Clubs » à la fin du mois de juin 1869.
Le vélocipède devient pour la bourgeoisie le « fer de lance du progrès industriel » et sa pratique une « forme d'équitation moderne ». La pratique bourgeoise du vélocipède est « une pratique sociale », « étroitement [liée] à la mode vestimentaire. Les cyclistes [sortent] autant pour être vus que pour faire de l'exercice et se divertir ». Les compétitions sont calquées sur l'équitation : elles sont divisées en deux catégories, courses de vitesse et épreuves d'équilibre et de franchissement d'obstacle, les équipements des coureurs sont empruntés aux jockeys et le vocabulaire aux courses hippiques (« cavaliers », « montures »).
L'engouement reste cependant limité (5 000 à 6 000 velocemen en 1869 selon Baudry de Saunier) et s'estompe,. La guerre franco-prussienne de 1870 et la commune de Paris y mettent fin. L'Angleterre devient le fer de lance de la vélocipèdie. Le grand-bi y est développé, ainsi qu'aux États-Unis. La bicyclette, ou « safety », dotée d'un pédalier à chaîne faisant de la roue arrière la roue motrice, et le pneumatique, qui seront à l'origine de l'engouement durable pour le vélo, y sont inventés et industrialisés. L'Union vélocipédique de France, regroupant les Véloce-Clubs, est fondée en 1881, sur le modèle anglais. Elle inspirera les autres sports dans leur codification et la réglementation.

#### 1889-1903: la Belle époque du vélo
Après la présentation de la bicyclette lors de l'Exposition universelle de Paris de 1889, l'industrie française du cycle connaît un nouvel essor. Les constructeurs (Peugeot, Manufrance) s'installent dans les beaux quartiers, où vit la bourgeoisie qui a adopté la bicyclette. À partir de 1891, Michelin concurrence les pneumatiques Dunlop.
La promotion de ces nouveaux vélocipèdes et de leurs éléments (pneumatiques, chaînes, cadres) est en partie assurée par la presse qui organise des courses d'endurance. Une étape importante est franchie en 1891, avec la création de deux courses hors du commun : Bordeaux-Paris et Paris-Brest-Paris. La première est organisée le 23 mai par Le Véloce-sport, journal bordelais. Les participants bénéficient de l'aide d'entraîneurs pour effectuer les 580 km. Ils sont équipés par des constructeurs. La course est dominée par des coureurs anglais, habitués aux courses longues, plus courantes en Angleterre. Inspiré par Bordeaux-Paris, le chef de l'information du Petit Journal Pierre Giffard organise le 6 septembre Paris-Brest-Paris. Cette course, longue de 1 200 km et à laquelle ne peuvent participer que des Français, connaît un retentissement international. Elle est un support de promotion des pneumatiques Dunlop et Michelin. Les péripéties qui la ponctuent en font « le premier feuilleton vivant du sport », au bénéfice du Petit Journal.
Les courses sur piste sont à cette époque très populaire. Paris est, avec Londres et New York, une des places fortes de ce sport et ses vélodromes attirent les meilleurs pistards du monde, qui y courent devant un public essentiellement masculin, jeune et issu des classes urbaines aisées. Les constructeurs y mettent en avant les records battus avec leur matériel.
La bicyclette permet à la bourgeoisie de s'adonner au tourisme. Le Touring-Club de France est ainsi créé en 1890, ayant pour but « la propagande du tourisme sous toutes ses formes, mais plus spécialement du tourisme vélocipédique ». La bicyclette « agrandit le champ de la perception, donne un nouvel équilibre, affranchit les sens et l'esprit de l'homme », elle « apparaît comme une transition vers l'univers du vingtième siècle » et ouvre « l'ère nouvelle de la vitesse ». La pratique cycliste permet aux femmes de « sortir des limites imposées et de libérer ses mouvements. Elle a la possibilité de porter un pantalon, une culotte de zouave, un maillot moulant le buste, de transpirer et laisser pour les souvenirs ombrelle, gants, corset et jarretière ». Cette bourgeoisie s'initie à la bicyclette dans des « manèges vélocipédiques » installés dans le quartier des Champs-Élysées, tels celui de la Compagnie Parisienne, rue Jean-Goujon,.
L'on distingue la pratique du « pédard », jeune étudiant ou artiste, « réputé pour sa vitesse exagérée, qui effraie le piéton de la ville », comme l'est Alfred Jarry, du « véloceman », se tenant correctement et appelé à « être assis sur un vélocipède comme sur une chaise, la poitrine perpendiculaire au sol et bien développée ».
L'aspect utilitaire de la bicyclette est également mis à profit pour accroître leur rendement par « les médecins, les notaires, les huissiers, voire les curés de campagne ». Comme dans la plupart des pays européens, des bataillons de vélocipèdistes sont créés dans l'armée, misant sur la mobilité et l'autonomie apportées par la bicyclette,.

## La FFC (Fédération française de cyclisme)
La Fédération Française de Cyclisme est l'héritière de l'Union vélocipédique de France créée en 1881 pour l'organisation des compétitions de cyclisme en France. 
Elle comprend une Ligue du cyclisme professionnel français (LCPF) qui représente les intérêts des cyclistes professionnels français et des comités régionaux.

La FFC gère les compétitions (professionnels et amateurs) en France. Elle gère également les équipes nationales masculine et féminine qui participent aux principales compétitions internationales (championnats du monde et jeux olympiques). Par ailleurs elle représente la France dans les organismes internationaux des compétitions de cyclisme.

## la FFCT (Fédération française de cyclotourisme)
La FFCT est l'héritière de la Fédération française des sociétés de cyclotourisme (FFSC) fondée en 1923. La FFCT a été fondée le 25 février 1945, son premier président était Charles Antonin.

Le cyclotourisme français a fêté ses 120 ans en 2007.